# شهاب (طائرة)
طائرة شهاب هي طائرة إنتحارية تستطيع استهداف الأهداف الثابتة والمتحركة صنعتها كتائب الشهيد عز الدين القسام الجناح العسكري لحركة حماس وأدخلتها للخدمة في مايو من عام 2021 في معركة سيف القدس وتعد من أهم إنجازات المقاومة الفلسطينية في تصنيع الأسلحة.

## أول ظهور
ظهرت طائرات شهاب الإنتحارية في الأيام المبكرة لمعركة سيف القدس في مايو من عام 2021، حيث ظهرت في سماء مدينة تل أبيب وعجزت القبة الحديدية عن صد هذه الطائرات بسبب صعوبة ملاحظتها وكذلك أستخدمت في قصف تحاشدات للجيش الإسرائيلي قرب قطاع غزة وأستهدفت طائرات شهاب أيضًا مصنع إسرائيلي للبتروكيمياويات في عرض البحر قرب قطاع غزة ما تسبب في حريق ضخم ودمار كبير في المصنع.

## وصلات خارجية
- فيديو يشرح ما هي طائرة شهاب